# 门纳·埃尔坦纳尼
门纳·埃尔坦纳尼（Menna El-Tanany，1990年9月19日—），埃及女子羽毛球運動員。

## 簡歷
2015年8月，门纳·埃尔坦纳尼參加印尼雅加達舉行的世界羽毛球錦標賽，與纳丁·阿什拉芙合作出戰女子雙打項目，首圈就以0比2（5-21、1-21）不敵英格蘭的希瑟·奥利弗/劳伦·史密斯出局。
2017年8月，埃尔坦纳尼參加蘇格蘭格拉斯哥舉行的世界羽毛球錦標賽，出戰女子單打項目和混合双打項目。首圈就以0比2（5-21、2-21）不敵保加利亞的玛丽亚·米特索娃出局。
而在混双方面，她和艾哈迈德·萨拉赫再次出战，首圈以0比2 （9-21、11-21）不敌中華台北组合的曾敏豪/胡綾芳，48强止步。

## 主要比賽成績
只列出曾進入準決賽的國際賽事成績：
| 年份   | 賽事                   | 公開賽級別 | 項目     | 拍檔            | 成績   |
| ------ | ---------------------- | ---------- | -------- | --------------- | ------ |
| 2014年 | 博茨瓦納羽毛球國際賽   | 國際系列賽 | 女子雙打 | 纳丁·阿什拉芙   | 準決賽 |
| 2015年 | 拉各斯羽毛球國際挑戰賽 | 國際挑戰賽 | 女子雙打 | 纳丁·阿什拉芙   | 準決賽 |
| 2015年 | 埃塞俄比亞羽毛球國際賽 | 國際系列賽 | 女子雙打 | 纳丁·阿什拉芙   | 亞軍   |
| 2015年 | 埃塞俄比亞羽毛球國際賽 | 國際系列賽 | 混合雙打 | 艾哈迈德·萨拉赫 | 冠軍   |
| 2015年 | 埃及羽毛球國際賽       | 未來系列賽 | 女子單打 | －              | 準決賽 |
| 2015年 | 埃及羽毛球國際賽       | 未來系列賽 | 女子雙打 | 纳丁·阿什拉芙   | 亞軍   |
| 2015年 | 埃及羽毛球國際賽       | 未來系列賽 | 混合雙打 | 艾哈迈德·萨拉   | 冠軍   |
| 2015年 | 摩洛哥羽毛球國際賽     | 國際系列賽 | 女子雙打 | 纳丁·阿什拉芙   | 準決賽 |
| 2015年 | 巴林羽毛球國際系列賽   | 國際系列賽 | 混合雙打 | 艾哈迈德·萨拉赫 | 準決賽 |
| 2015年 | 贊比亞羽毛球國際賽     | 國際系列賽 | 女子雙打 | 纳丁·阿什拉芙   | 冠軍   |
| 2016年 | 非洲羽毛球團體錦標賽   | 其他       | 女子團體 | －              | 亞軍   |
| 2016年 | 烏干達羽毛球國際賽     | 國際系列賽 | 女子雙打 | 纳丁·阿什拉芙   | 準決賽 |
| 2016年 | 埃塞俄比亞羽毛球國際賽 | 國際系列賽 | 女子單打 | —               | 冠軍   |
| 2016年 | 埃塞俄比亞羽毛球國際賽 | 國際系列賽 | 混合雙打 | 艾哈迈德·萨拉赫 | 冠軍   |
| 2016年 | 埃及羽毛球國際賽       | 國際系列賽 | 女子單打 | —               | 亞軍   |
| 2016年 | 埃及羽毛球國際賽       | 國際系列賽 | 女子雙打 | 纳丁·阿什拉芙   | 亞軍   |
| 2016年 | 埃及羽毛球國際賽       | 國際系列賽 | 混合雙打 | 艾哈迈德·萨拉   | 冠軍   |
| 2016年 | 贊比亞羽毛球國際賽     | 國際系列賽 | 女子單打 | －              | 冠軍   |
| 2016年 | 贊比亞羽毛球國際賽     | 國際系列賽 | 混合雙打 | 艾哈迈德·萨拉   | 冠軍   |
| 2016年 | 南非羽毛球國際賽       | 國際系列賽 | 混合雙打 | 艾哈迈德·萨拉   | 準決賽 |
| 2017年 | 烏干達羽毛球國際賽     | 國際系列賽 | 女子單打 | －              | 準決賽 |
| 2017年 | 烏干達羽毛球國際賽     | 國際系列賽 | 混合雙打 | 艾哈迈德·萨拉赫 | 亞軍   |
| 2017年 | 非洲羽毛球錦標賽       | 其他       | 混合團體 | －              | 冠軍   |
| 2017年 | 非洲羽毛球錦標賽       | 其他       | 女子單打 | －              | 季軍   |
| 2017年 | 非洲羽毛球錦標賽       | 其他       | 混合雙打 | 艾哈迈德·萨拉   | 季軍   |
| 2017年 | 拉各斯羽毛球國際挑戰賽 | 國際挑戰賽 | 混合雙打 | 艾哈迈德·萨拉   | 準決賽 |
| 2017年 | 埃及羽毛球國際賽       | 國際系列賽 | 混合雙打 | 艾哈迈德·萨拉   | 亞軍   |

| 2007-2017年 | 首要超級賽 | 超級賽 | 黃金大獎賽 | 大獎賽 | 國際挑戰賽 | 國際系列賽 | 未來系列賽 | 其他 |

| 2018-2026年 | 總決賽 | 超級1000賽 | 超級750賽 | 超級500賽 | 超級300賽 | 超級100賽 | 國際挑戰賽 | 國際系列賽 | 未來系列賽 | 其他 |

### 奧運會和世錦賽參賽紀錄
|          | 搭檔            | 2015 | 2016 | 2017 |
| -------- | --------------- | ---- | ---- | ---- |
| 女子單打 | －              | －   | －   | 48強 |
|          |                 |      |      |      |
| 女子雙打 | 纳丁·阿什拉芙   | 48強 | －   | －   |
|          |                 |      |      |      |
| 混合雙打 | 艾哈迈德·萨拉赫 | －   | －   | 48強 |